# Pygommatius segouensis
Pygommatius segouensis là một loài ruồi trong họ Asilidae. Pygommatius segouensis được Scarbrough & Marascia miêu tả năm 2003.